# Cantó de Soissons-Nord
El cantó de Soissons-Nord és un cantó francès del departament de l'Aisne, situat al districte de Soissons. Té 11 municipis i el cap és Soissons.

## Municipis
- Chavigny
- Crouy
- Cuffies
- Juvigny
- Leury
- Pasly
- Pommiers
- Soissons (part)
- Vauxrezis
- Venizel
- Villeneuve-Saint-Germain

## Història
| Data d'elecció                           | Identitat         | Partit | Qualitat |
| ---------------------------------------- | ----------------- | ------ | -------- |
| 1973-1976                                | François Duchâtel | CD     |          |
| 1976-2004                                | Guy Fourcade      | PS     |          |
| 2004-                                    | Patrick Day       | PS     |          |
| les dades anteriors no són pas conegudes |                   |        |          |
|                                          |                   |        |          |

## Demografia
| A partir de 1990: Població sense dobles comptes |